# Première guerre carliste
 (mars 2024).
Batailles
Arlabán
La première guerre carliste est une guerre civile qui a lieu en Espagne entre 1833 et 1839, avec d'importantes répercussions internationales. Elle débute à la mort de Ferdinand VII qui provoque une crise entre la régente Marie-Christine, épouse de Ferdinand, et le frère de celui-ci, Charles (don Carlos). 

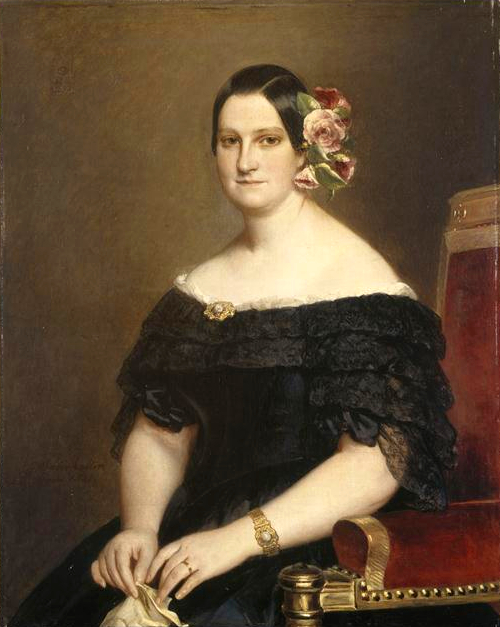
Marie-Christine d'Espagne, veuve de Ferdinand VII et mère d'Isabelle II, exerça la régence durant la minorité de sa fille. Tableau réalisé par Winterhalter en 1841.

Elle a un prolongement dans une crise diplomatique entre la France et le Royaume-Uni dans les années 1840.

## La crise de succession de 1833
En 1833, le roi Ferdinand VII meurt après avoir désigné sa fille Isabelle, âgée seulement de trois ans, comme son successeur, privant ainsi son frère Charles du trône. 
La noblesse soutient l'infant Charles, plus conservateur, contre les libéraux qui prennent le parti de la régente. 
Il s'ensuit une guerre civile entre les partisans de la jeune reine et les carlistes. 

## La guerre civile et l'intervention étrangère
Cette guerre civile fait sentir ses conséquences surtout dans le nord du pays, les carlistes étant particulièrement forts dans les provinces basques et en Navarre, qui défendent leurs privilèges (fors) contre les libéraux centralisateurs. 
Sous la conduite du général Zumalacárregui, une armée de 13 000 carlistes remporte une suite de victoires, mais l'armée gouvernementale établit une ligne de défense (Bilbao-Vitoria-vallée de l'Ebre) que les carlistes ne parviennent pas à briser. 
Les troupes d'Isabelle II vont alors bénéficier d'une aide extérieure. En 1834, la France, le Portugal et le Royaume-Uni signent avec le gouvernement espagnol le traité de la Quadruple-Alliance. Le Royaume-Uni envoie un groupe de volontaires (la Légion britannique). Le roi Louis-Philippe cède à l'Espagne la Légion étrangère, qui combat alors en Algérie et qui arrive en Espagne en août 1835 (la Légion devient officiellement une partie de l'armée espagnole).
La guerre prend fin en 1839 avec notamment la convention d'Ognate (ou convention de Vergara) du 29 août 1839 par laquelle les carlistes reconnaissent leur défaite.

## La crise franco-britannique à propos de la succession d'Espagne (1846)
La France, la victoire acquise, pense avoir acquis un monopole d'influence sur l'Espagne, monopole remis en question par le Royaume-Uni. Une entente amicale avait été établie à Eu entre Louis-Philippe Ier et la reine Victoria au sujet du mariage de la jeune reine en Espagne, l'influence française y étant confirmée. Mais la chute du gouvernement Peel en 1846 modifia le climat des relations franco-britannique et le retour de Palmerston — obstinément anti-français — aux affaires étrangères, ravive la rivalité des deux pays.
Lord Palmerston et la conduite de Sir Henry Bulwer (futur Lord Dalling) à Madrid laissait penser à Guizot que l'entente était rompue, et qu'il était prévu de mettre un Saxe-Cobourg sur le trône espagnol. 
Déterminé à résister à une telle intrigue, Guizot et le roi Louis-Philippe Ier se lancèrent précipitamment dans une contre-intrigue complètement contraire à leur engagement vis-à-vis du Royaume-Uni et fatale au bonheur de la reine d'Espagne. Par leur influence, elle fut poussée à se marier avec son cousin germain François de Bourbon, et sa sœur mariée au plus jeune fils du roi des Français, en violation des promesses de Louis-Philippe. Bien que cette action fût réalisée à une époque de triomphe de la politique française, elle fut en vérité fatale à la monarchie en contribuant à discréditer le ministre.
Son effet immédiat fut la rupture de l'alliance franco-britannique, jetant Guizot dans une coopération plus étroite avec Metternich, absolutiste, et les cours du nord de l'Europe. En France, ce rapprochement déplaît aux libéraux.